# Juli 1993
Portal Geschichte | Portal Biografien | Aktuelle Ereignisse | Jahreskalender | Tagesartikel

◄ |
19. Jahrhundert |
20. Jahrhundert
| 21. Jahrhundert

◄ |
1960er |
1970er |
1980er |
1990er
| 2000er | 2010er | 2020er | ►

◄ |
1989 |
1990 |
1991 |
1992 |
1993
| 1994 | 1995 | 1996 | 1997 | ►

◄ |
April 1993 |
Mai 1993 |
Juni 1993 |
Juli 1993 |
August 1993 |
September 1993 |
Oktober 1993 |
►
Dieser Artikel behandelt tagesbezogene Nachrichten und Ereignisse im Juli 1993.

## Tagesgeschehen

### Donnerstag, 1. Juli 1993

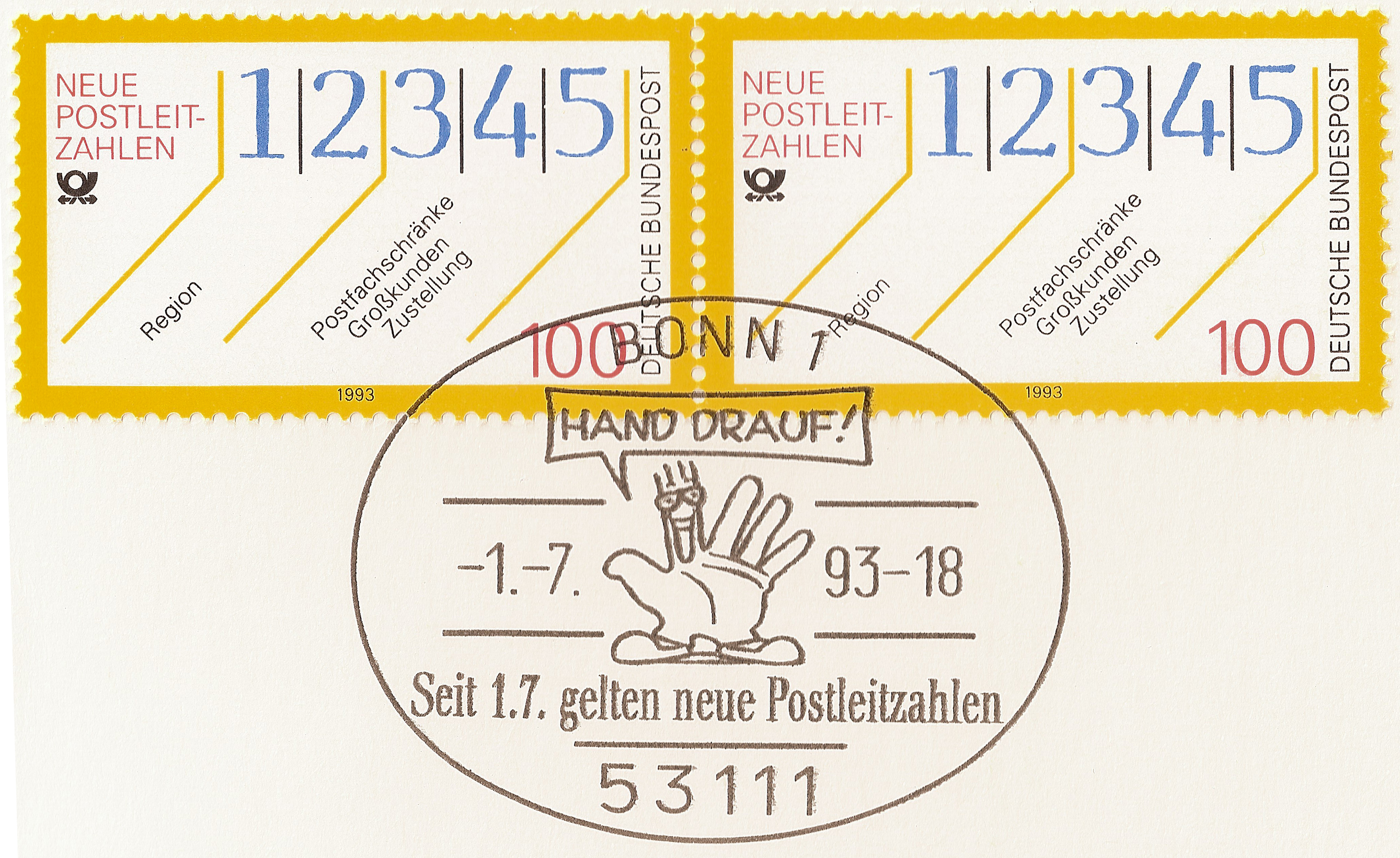
Werbestempel der Bundespost: „Hand drauf! – Seit 1. 7. gelten neue Postleitzahlen“

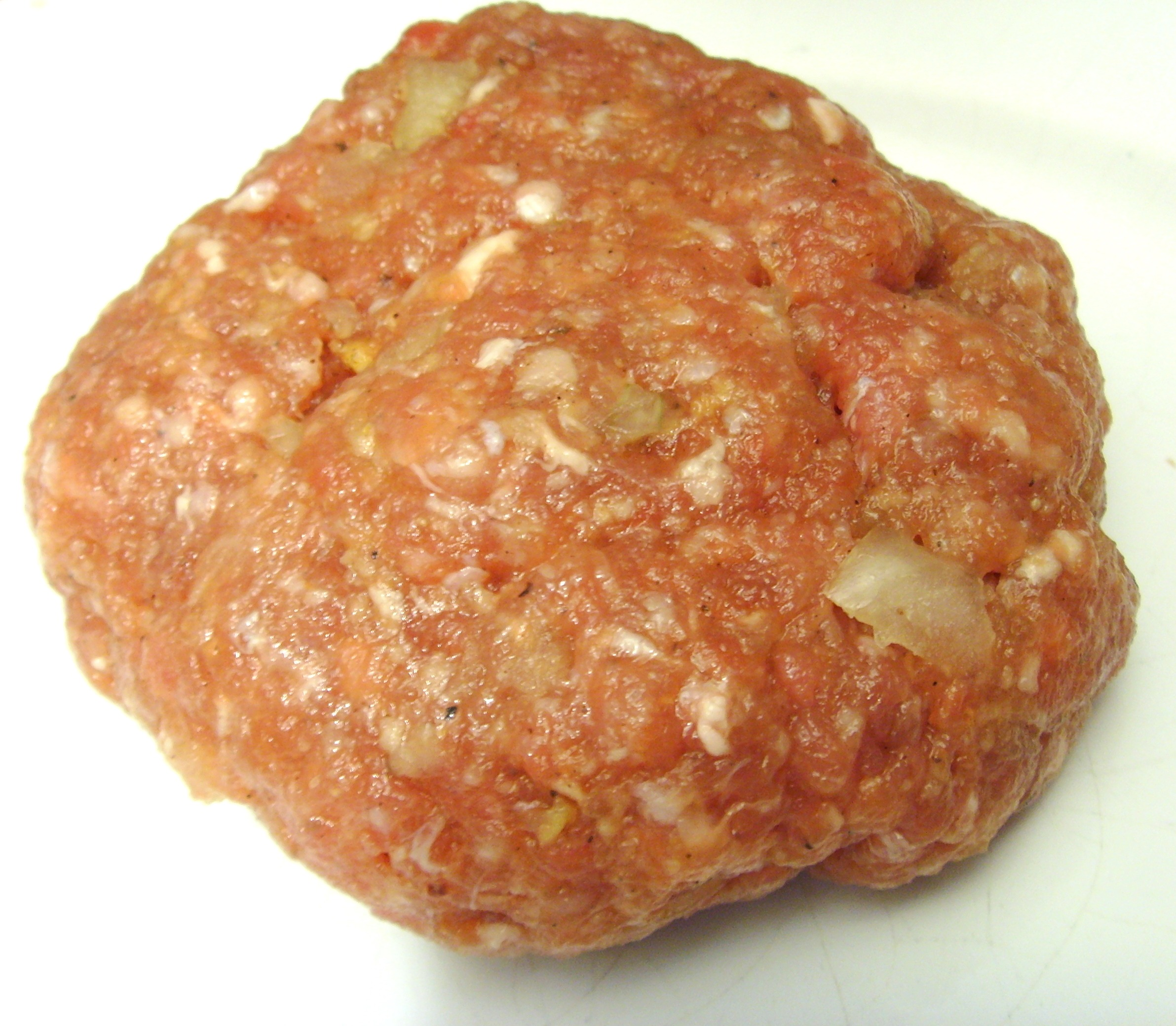
Neue Regeln für den Verkauf: Hackfleisch

- Bonn/Deutschland: Die Deutsche Bundespost ersetzt die vierstelligen durch fünfstellige Postleitzahlen. Mit dieser Maßnahme werden die Postleitzahl-Systeme der Bundesrepublik bis 1990 und des Beitrittsgebiets zusammengeführt.[1]
- Bonn/Deutschland: Infolge der am Vortag in Kraft getretenen Änderung des Grundgesetzes tritt „Drittstaatenregelung“ in Kraft[2]. Menschen, die über Länder einreisen, in denen keine politische Verfolgung stattfindet, können grundsätzlich nicht mehr in Deutschland Asyl erhalten (Asylkompromiss).
- Bonn/Deutschland: In Deutschland tritt eine Änderung der Lebensmittel-Kennzeichnungsverordnung in Kraft, wonach Lebensmittel, die leicht verderblich sind und nach kurzer Zeit gesundheitsschädlich sein können, z. B. Hackfleisch, statt des bekannten Mindesthaltbarkeitsdatums ein Verbrauchsdatum tragen können, das die Frist angibt, in der die Ware unbedenklich in den Handel gebracht werden kann.[3]
- Brüssel/Belgien: Belgien übernimmt von Dänemark den Vorsitz im Rat der Europäischen Union. Das Amt des Regierungschefs der EWG erhält Jean-Luc Dehaene.[4]
- El Paso County/Vereinigte Staaten: Das Air Force Space Command übernimmt die Verantwortung für die Interkontinentalraketen, die zuvor beim Air Combat Command lag.[5]
- Sèvres/Frankreich: Das Internationale Büro für Maß und Gewicht fügt um 1.59 Uhr und 59 s Mitteleuropäischer Sommerzeit eine Schaltsekunde in die Koordinierte Weltzeit (UTC) ein. Störende Einflüsse auf Erdbahn und -rotation ohne UTC-Korrektur hätten zur Folge, dass sich die Erde nach 90 Jahren erst mit 60 s Verzögerung an der Stelle einer kompletten jährlichen Sonnenumrundung befände.[6]

### Freitag, 2. Juli 1993

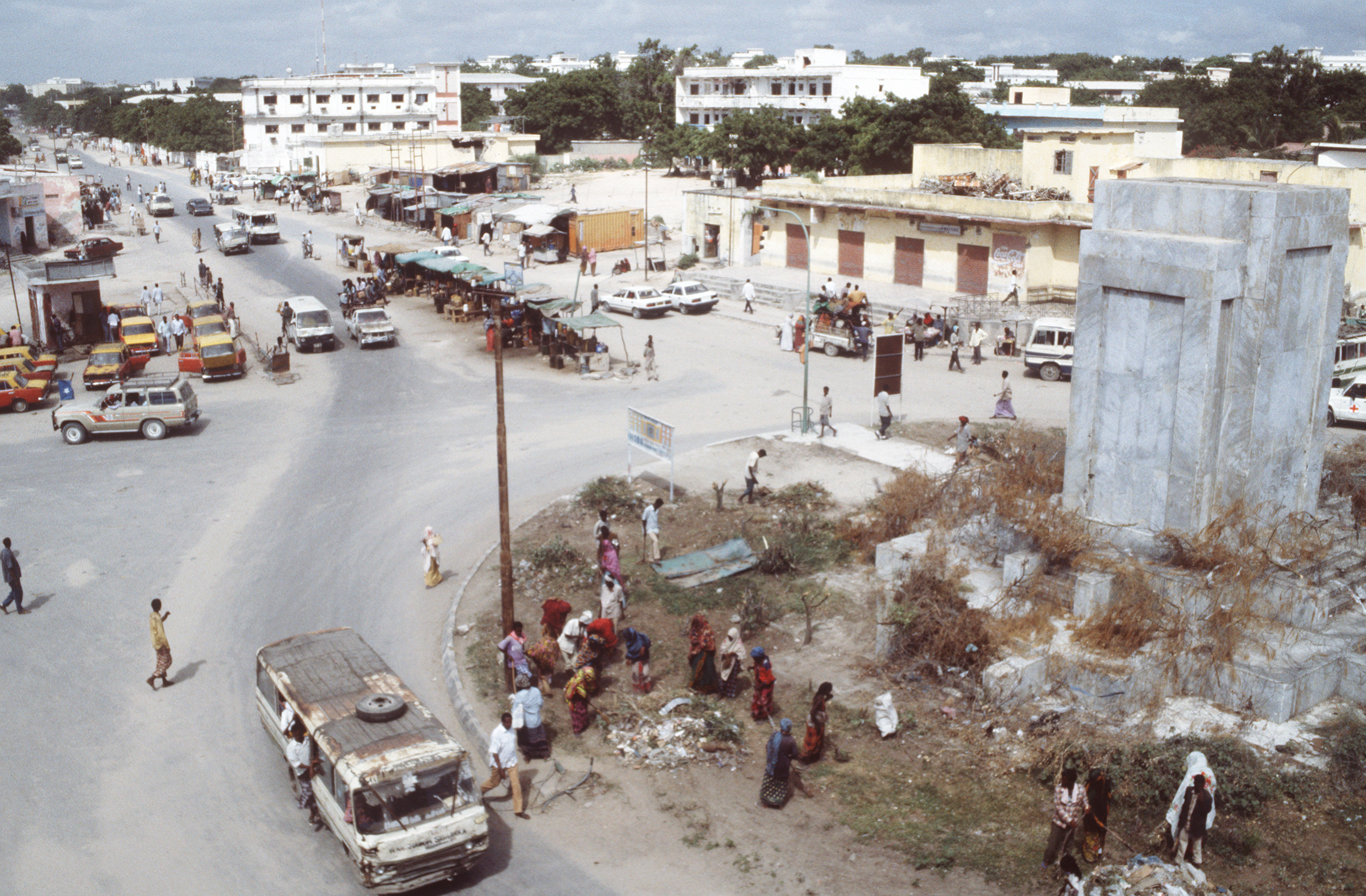
Mogadischu, Somalia

- Bonn/Deutschland: Der Bundestag stimmt zum zweiten Mal über die Entsendung des Deutschen Unterstützungsverbands Somalia ab, die eine militärische Operation der Vereinten Nationen verstärken soll. Mit 337 gegen 185 Stimmen wird der erste „Out-of-area-Einsatz“ in der Geschichte der Republik befürwortet, d. h. Bodentruppen der Bundeswehr werden außerhalb des eigenen Staatsgebiets eingesetzt.[7]
- Heathrow/Vereinigtes Königreich: Die nationalen Biathlon-Verbände beschließen die Gründung der Internationalen Biathlon-Union. Zuvor waren sie im Weltverband UIPMB organisiert.[8]
- Mogadischu/Somalia: Im Rahmen der Somalia-II-Operation der Vereinten Nationen starten 500 italienische Soldaten unter dem Befehl von General Bruno Loi zusammen mit 400 Beamten der neuen somalischen Polizei eine Aktion zur Entwaffnung der in Fehde liegenden Freischaren von Mohamed Farah Aidid und Ali Mahdi Mohammed. Drei Italiener und fünf Freischärler werden dabei getötet.[9]
- Sivas/Türkei: Bei einem Brandanschlag auf Teilnehmer eines alevitischen Festivals kommen 37 Menschen, darunter zahlreiche prominente alevitische Künstler, ums Leben.[10]

### Samstag, 3. Juli 1993
- London/Vereinigtes Königreich: Steffi Graf aus Deutschland gewinnt zum fünften Mal die Wimbledon Championships im Tennis. Im Finale besiegt sie die Tschechin Jana Novotná in drei Sätzen.[11]
- Potsdam/Deutschland: Die Stadt feiert im Beisein von Bundespräsident Richard von Weizsäcker die Ersterwähnung der Ortschaft „Poztupimi“ vor 1.000 Jahren.[12]
- Vaduz/Liechtenstein: Prinz Alois, der erstgeborene Sohn des Landesfürsten Hans-Adam II., und Sophie Herzogin in Bayern feiern ihre Hochzeit.[13]

### Sonntag, 4. Juli 1993
- Bonn/Deutschland: Der Einsatz der Spezialeinheit GSG 9 des Bundesgrenzschutzes am 27. Juni in Bad Kleinen, in dessen Verlauf Wolfgang Grams von der Terroristischen Vereinigung Rote Armee Fraktion einen Polizisten und dann sich selbst erschoss, führt zum Rücktritt des Bundesministers des Innern Rudolf Seiters (CDU). Die Zeitschrift Der Spiegel verbreitete die Behauptung, Grams sei auf die Gleise gefallen und dort von einem Polizisten erschossen worden.[14]
- Cesena/Italien: Die norwegische Fußballnationalmannschaft der Frauen wird bei der 5. Europameisterschaft durch ein 1:0 im Finale gegen die Auswahl Italiens zum zweiten Mal Europameister.[15]
- Guayaquil/Ecuador: Im Finale der 36. Copa América gewinnt die Fußballnationalmannschaft von Argentinien 2:1 gegen Mexiko und ist nun mit 14 Erfolgen alleiniger Rekord-Titelträger des Turniers. Mexiko nahm zum ersten Mal an der Südamerikameisterschaft teil.[16]
- London/Vereinigtes Königreich: Im Finale des Herren-Einzels der Wimbledon Championships siegt Pete Sampras aus den USA gegen seinen Landsmann Jim Courier in vier Sätzen.[17]
- München/Deutschland: Die deutsche Herren-Basketballnationalmannschaft wird bei der 28. Europameisterschaft mit einem 71:70-Finalsieg gegen Russland zum ersten Mal Europameister.[18]

### Mittwoch, 7. Juli 1993
- Tokio/Japan: Der 19. Wirtschaftsgipfel der Staatschefs der Gruppe der Sieben beginnt. Neben dem seit 1981 üblichen Vertreter der Europäischen Kommission nimmt diesmal auch der Präsident des Europäischen Rates offiziell am Gipfel teil. Thematisch soll die Bekämpfung von Arbeitslosigkeit im Vordergrund stehen, eine wichtige Rolle spielt aber der Ausbau des globalen Freihandels. Die Verhandlungen über Zollsenkungen durch eine Erweiterung des General Agreements on Tariffs and Trade (GATT) werden auf dem Gipfel fortgesetzt.[19]

### Freitag, 9. Juli 1993

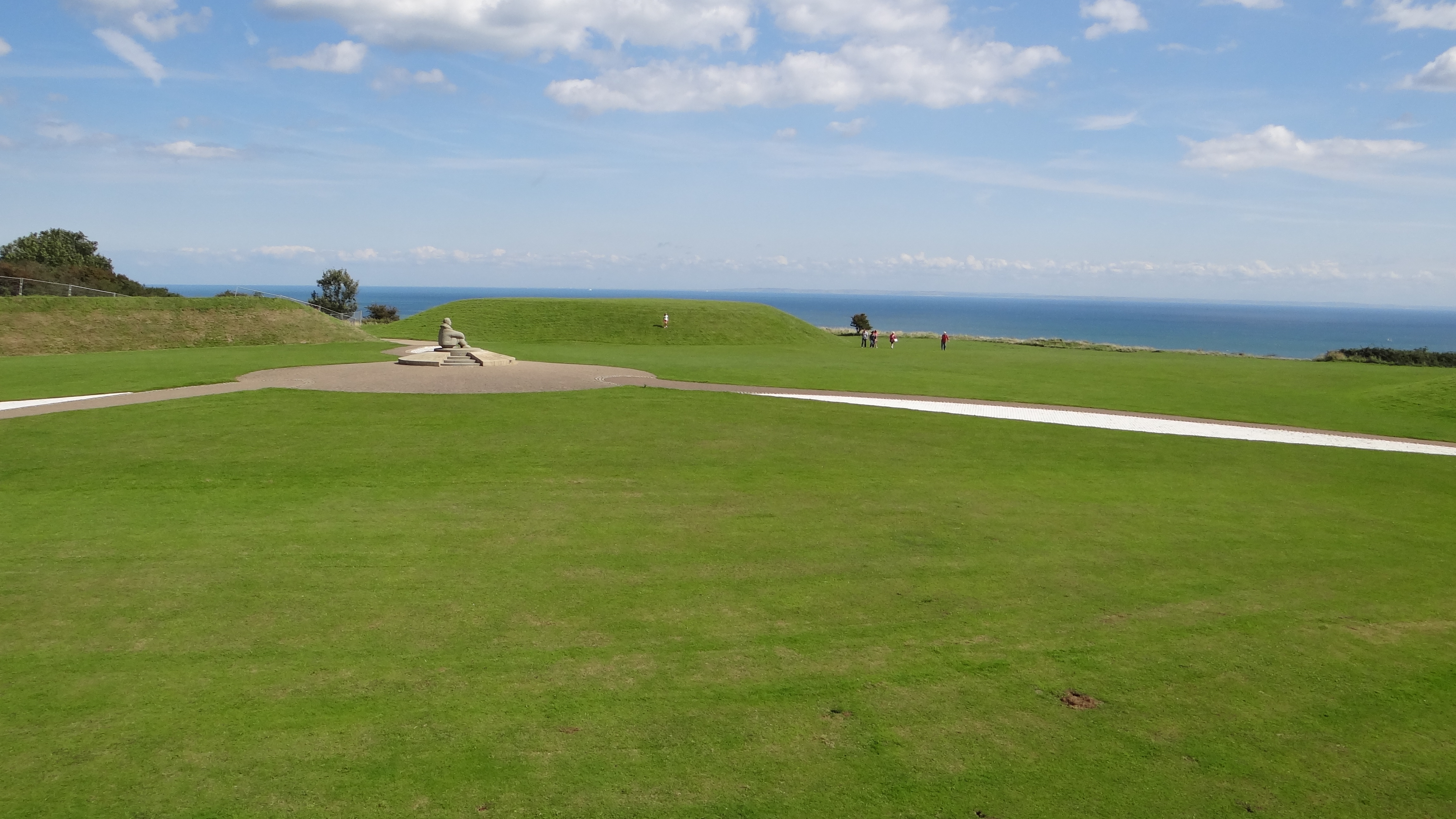
In der Mitte des Battle of Britain Memorials steht die Statue des sitzenden Piloten

- Capel-le-Ferne/Vereinigtes Königreich: Queen Elisabeth II. eröffnet das Battle of Britain Memorial. Es erinnert an die britischen Flugzeugbesatzungen, die an der Luftschlacht um England teilnahmen.[20]
- München/Deutschland: Der 25. Evangelische Kirchentag beginnt. Er steht unter dem Motto: „Nehmet einander an.“[21]
- Tokio/Japan: Hohe Arbeitslosigkeit und zu geringes Wirtschaftswachstum benennen die Staatschefs der Gruppe der Sieben in der Abschlusserklärung zum Weltwirtschaftsgipfel als größte Herausforderungen für ihre Volkswirtschaften. Sie erklären, dass der weitere Abbau von Zöllen der Konjunktur Auftrieb verleihen könne. Diese Initiative zu mehr Freihandel geht auf US-Präsident Bill Clinton zurück.[22]

### Samstag, 10. Juli 1993

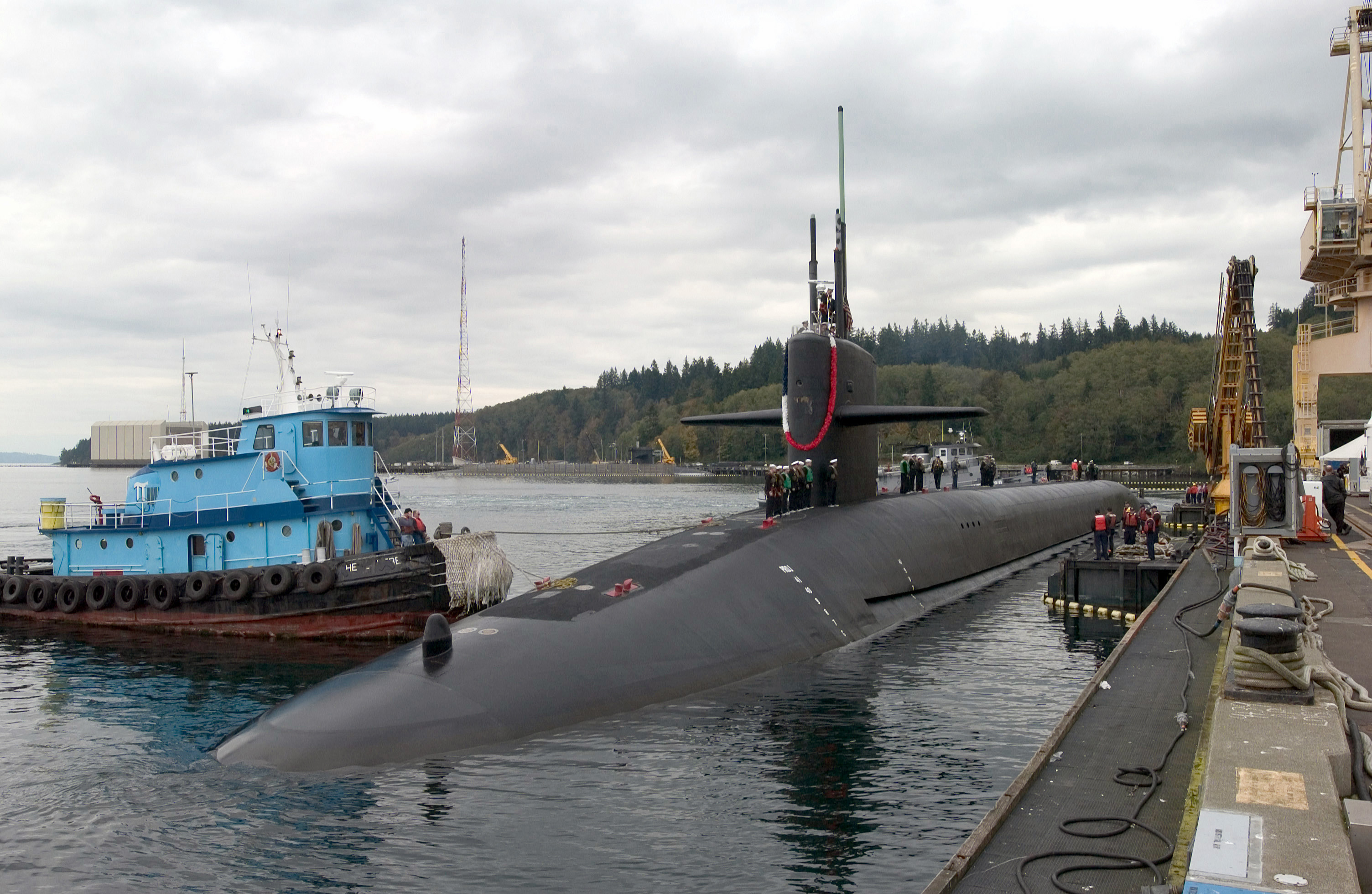
USS Nebraska in der Naval Base Kitsap

- Bujumbura/Burundi: Melchior Ndadaye und Sylvie Kinigi treten ihre Ämter als erster frei gewählter Präsident und Premierministerin des zentralafrikanischen Lands an.
- Dalarna/Schweden: Der Avesta-Sturm erreicht seinen Höhepunkt. Er fordert ein Todesopfer und mehrere hundert Verletzte. Außerdem richtet er Schäden im Umfang von mehreren Mio. Schwedischen Kronen an.[23]

### Sonntag, 18. Juli 1993

Logo von New Zealand First

- Auckland/Neuseeland: Das ehemalige Mitglied der Neuseeländischen Nationalpartei Winston Peters leitet im Alexandra Park den Gründungsparteitag der populistischen und nationalistischen Partei New Zealand First.[24]
- Islamabad/Pakistan: Sowohl Präsident Ghulam Ishaq Khan als auch Premierminister Nawaz Sharif treten zurück, um eine politische Krise zu beenden, die im April begann, als Khan den Premierminister wegen mangelhafter Amtsführung, Korruption und Vetternwirtschaft entließ. Im Mai versetzte der Oberste Gerichtshof Khan dann wieder ins Amt. Neuer Präsident ist Wasim Sajjad und Moin Qureshi ist neuer Regierungschef.[25]
- Kigali/Ruanda: Die bisherige Bildungsministerin Agathe Uwilingiyimana von der Partei Republikanische und Demokratische Bewegung (MDR) wird neue Premierministerin in Nachfolge von Dismas Nsengiyaremye (MDR), welcher Uwilingiyimana selbst in ihr neues Amt berief und sich aus der Politik zurückzieht.[26]
- Tokio/Japan: Bei der Wahl zum parlamentarischen Unterhaus verliert die Liberaldemokratische Partei die absolute Mehrheit der Sitze und wird selbst mit der Unterstützung durch unabhängige Abgeordnete nicht mehr in der Lage sein, die „Shūgiin“ genannte Kammer zu kontrollieren, wie es ihr für mehrere Jahrzehnte gelang.[27]

### Dienstag, 20. Juli 1993

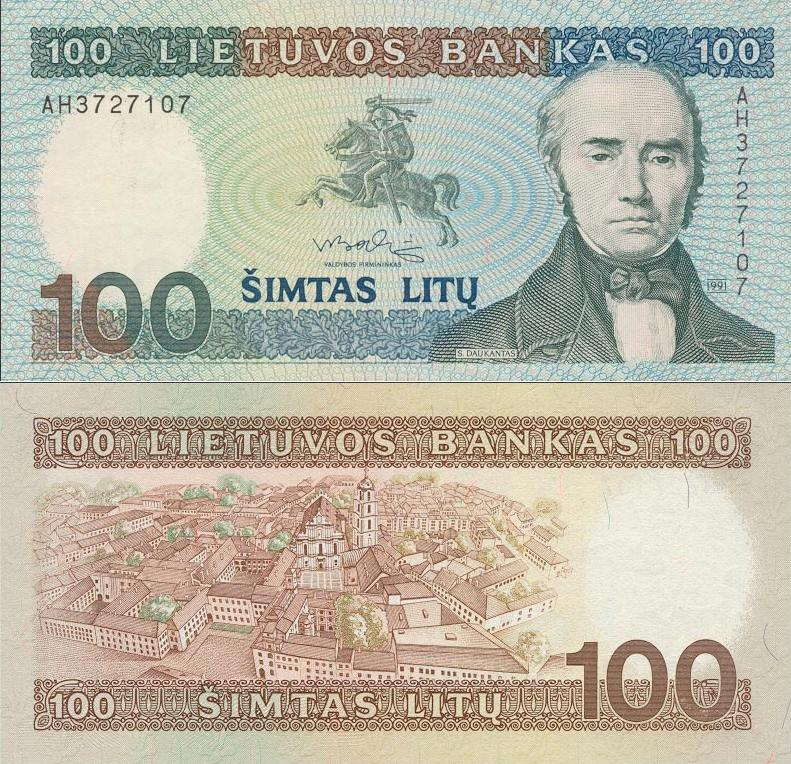
Litauens neue Währung

- Vilnius/Litauen: Die bisherige Landeswährung Talonas verliert ihre Gültigkeit. Bei Banken können Bargeldbestände zum Kurs 1:100 in die neue Währung Litas umgetauscht werden.[28]

### Mittwoch, 21. Juli 1993
- Victoria/Seychellen: Aus der Volkswahl zum Präsidenten der Seychellen geht der seit 1977 amtierende France-Albert René als Sieger hervor.[29]

### Freitag, 23. Juli 1993
- Ağdam/Aserbaidschan: Die armenische Armee besetzt im Zuge des Bergkarabachkonflikts die rund 30.000 Einwohner zählende Stadt Ağdam, die damit ein Teil der international nicht anerkannten Republik Bergkarabach wird. Dabei richten die Streitkräfte umfangreiche Zerstörungen an.[30]

### Sonntag, 25. Juli 1993

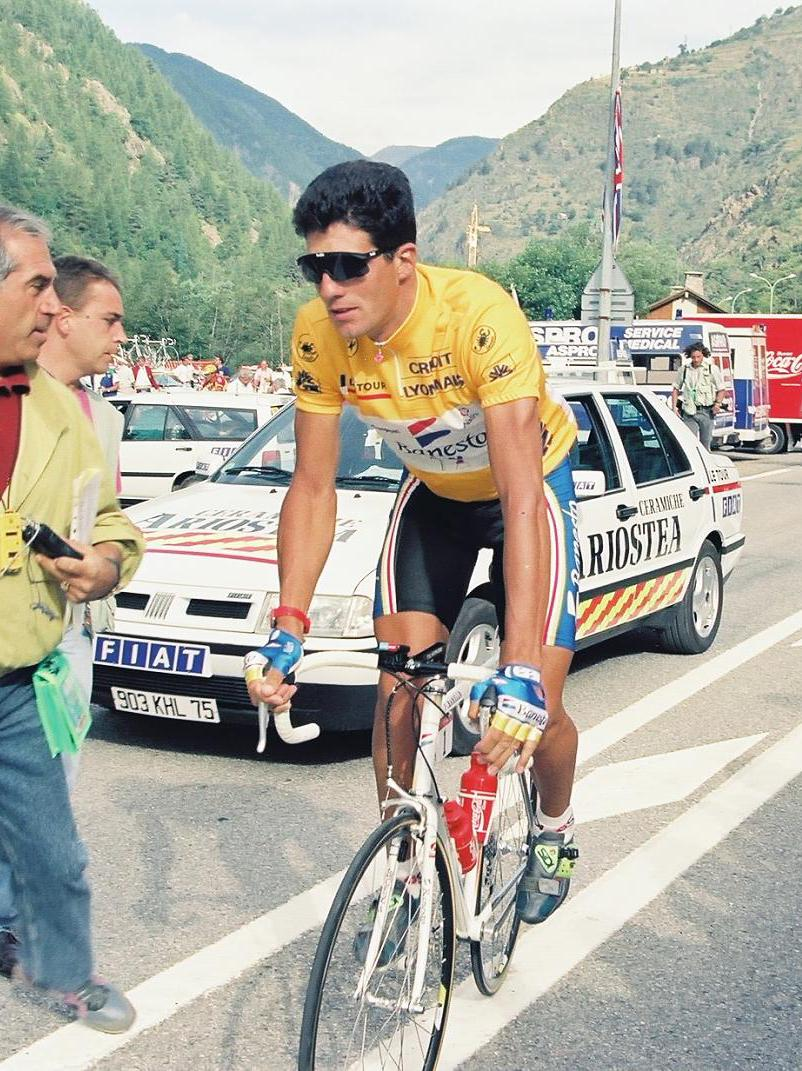
Miguel Indurain

- Paris/Frankreich: Miguel Indurain aus Spanien gewinnt zum dritten Mal in Folge die Rad-Rundfahrt Tour de France.[31]

### Montag, 26. Juli 1993

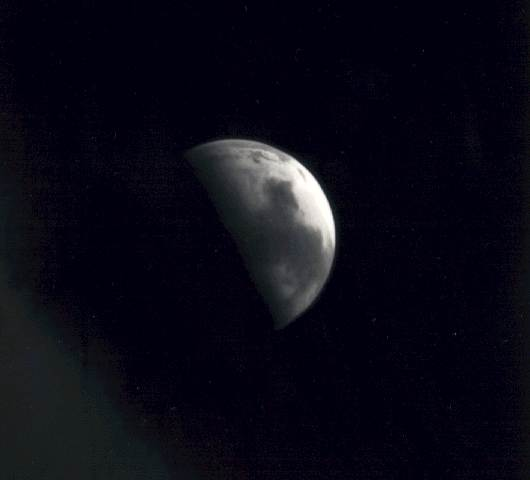
Mars-Aufnahme des Mars Observers

- Sonnensystem: Die NASA-Raumsonde Mars Observer funkt zwei Bilder des Planeten Mars zur Erde.[32]

### Dienstag, 27. Juli 1993
- Redmond/Vereinigte Staaten: Der Hard- und Softwarehersteller Microsoft startet die Produktion des Betriebssystems Microsoft Windows NT 3.1. Als erstes marktreifes Windows-NT-System besitzt es eine 32-Bit-Architektur in einer Workstation- und einer Servervariante.[33]

### Mittwoch, 28. Juli 1993
- New York/Vereinigte Staaten: Die Vereinten Nationen nehmen Andorra als neues Mitglied auf.[34]

## Weblinks

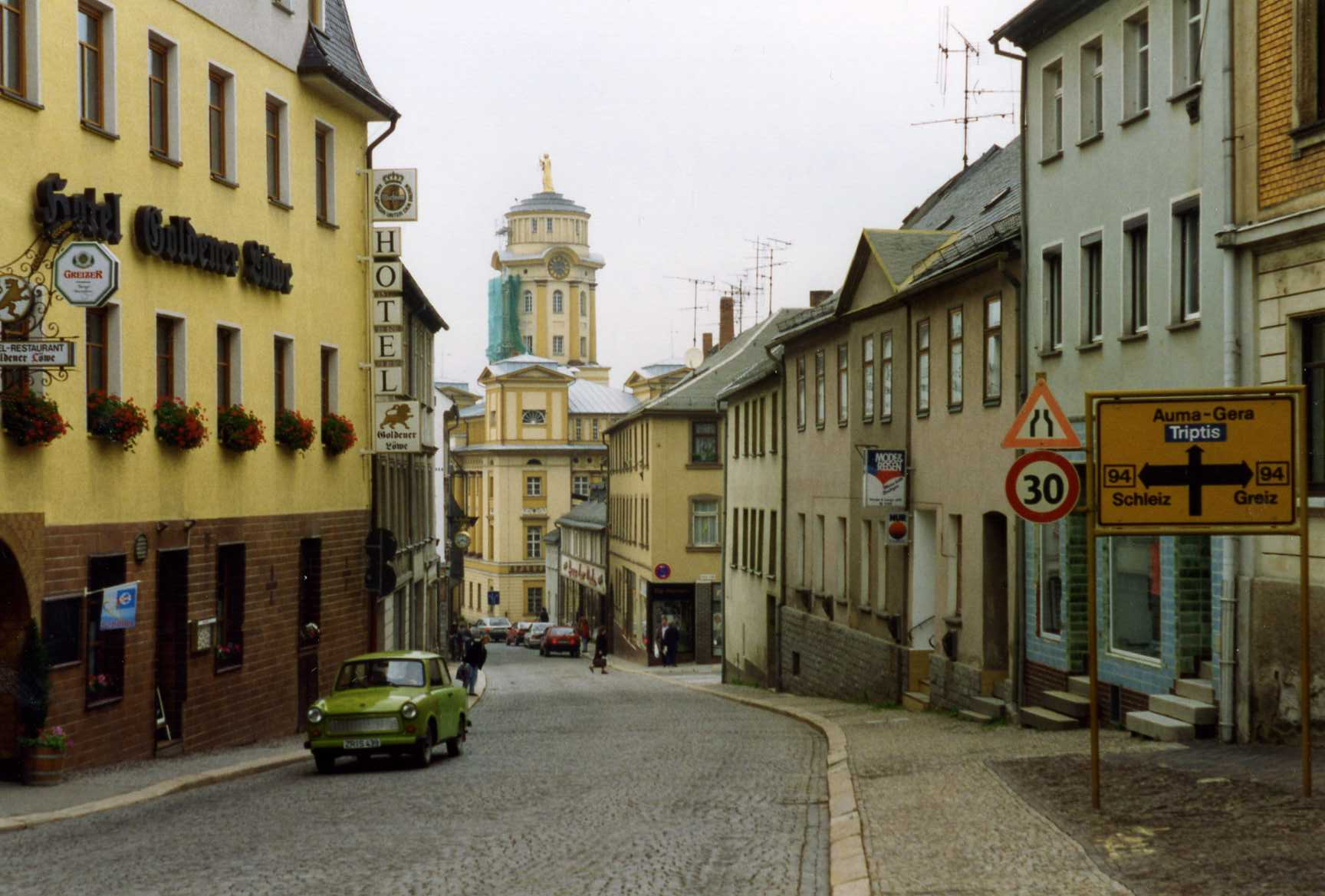
Thüringen im Juli 1993